# Philenoptera
Genre
Philenoptera  est un genre de plantes à fleurs dicotylédones de la famille des Fabaceae, sous-famille des Faboideae, originaire d'Afrique subsaharienne, qui comprend six espèces acceptées.
Ce sont des arbres ou arbustes, parfois des lianes poussant dans les forêts ripicoles, ainsi que dans les savanes arborées.

## Liste d'espèces
Selon The Plant List (2 décembre 2018) :
- Philenoptera bussei (Harms) Schrire
- Philenoptera cyanescens (Schum. & Thonn.) Roberty
- Philenoptera madagascariensis (Vatke) Schrire
- Philenoptera nelsii (Schinz) Schrire
- Philenoptera pallescens (Welw. ex Baker) Schrire
- Philenoptera violacea (Klotzsch) Schrire